# Artur Timóteo da Costa

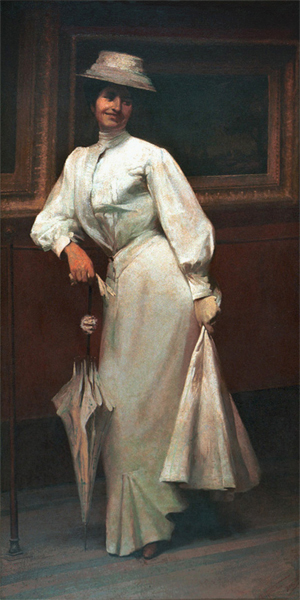
A dama de branco (1913), pintura de Arthur Timótheo da Costa no MARGS.

Artur Timóteo da Costa ou Arthur Timótheo da Costa (Rio de Janeiro, 1882 — 1922) foi um pintor e decorador brasileiro.

## Biografia
Com o irmão, João Timóteo da Costa, Arthur iniciou-se como aprendiz da Casa da Moeda. No livro Pinturas & pintores do Rio Antigo, Donato Mello Júnior informa que "muito contribuiu, no início da sua carreira, a vivência com o cenógrafo italiano Oreste Coliva".
Ingressou na Escola Nacional de Belas Artes em 1894, como aluno livre, tendo sido orientado por Zeferino da Costa, Rodolfo Amoedo e Henrique Bernardelli. Em 1907, conquistou o prêmio de viagem à Europa na Exposição Geral de Belas Artes, seguindo então para Paris. Com o irmão João Timótheo e os irmãos Carlos Chambelland e Rodolfo Chambelland, participou em 1911 dos trabalhos de decoração do pavilhão brasileiro da Exposição Internacional de Turim, na Itália.

## Galeria

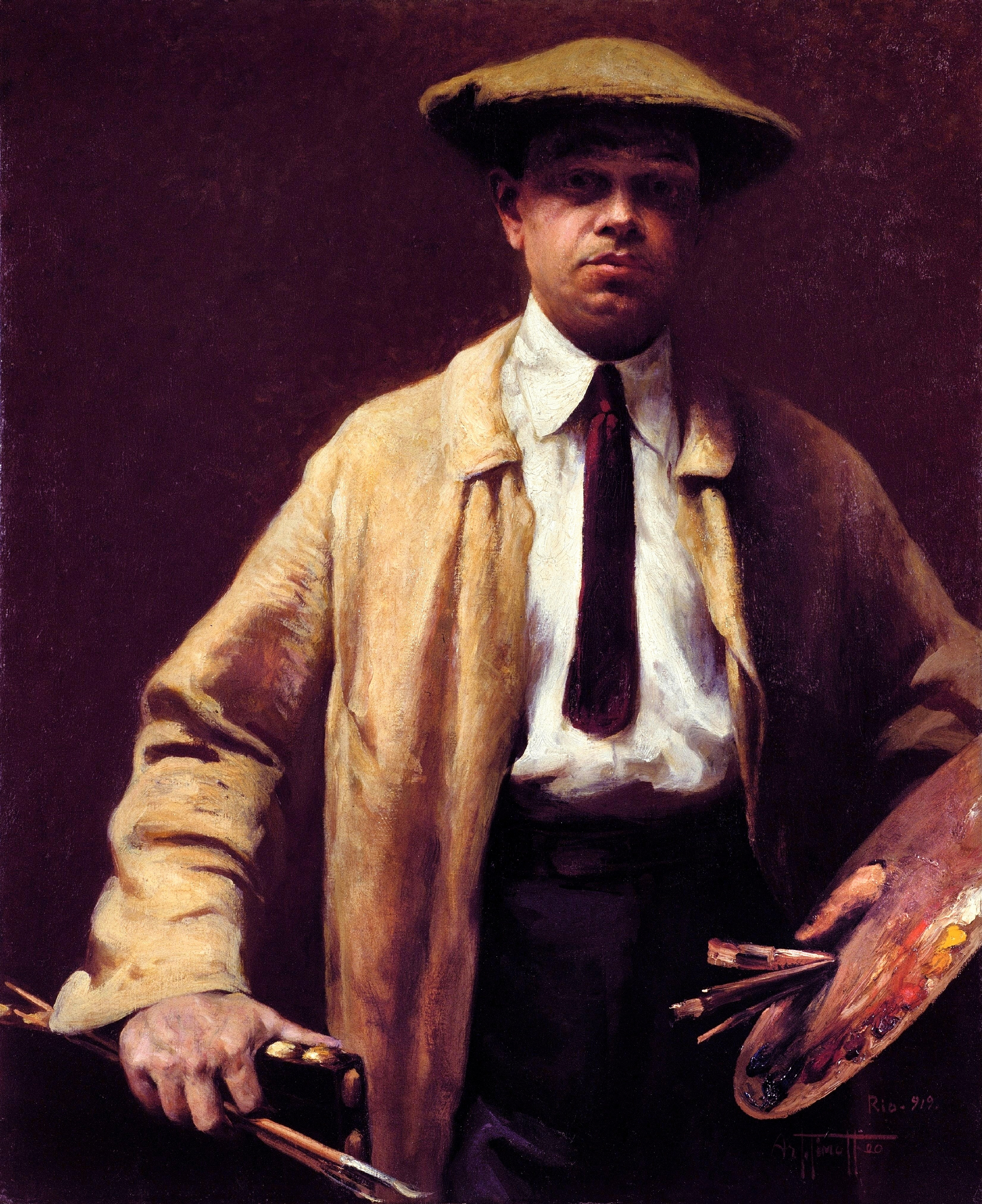
Auto-retrato, 1919. MNBA
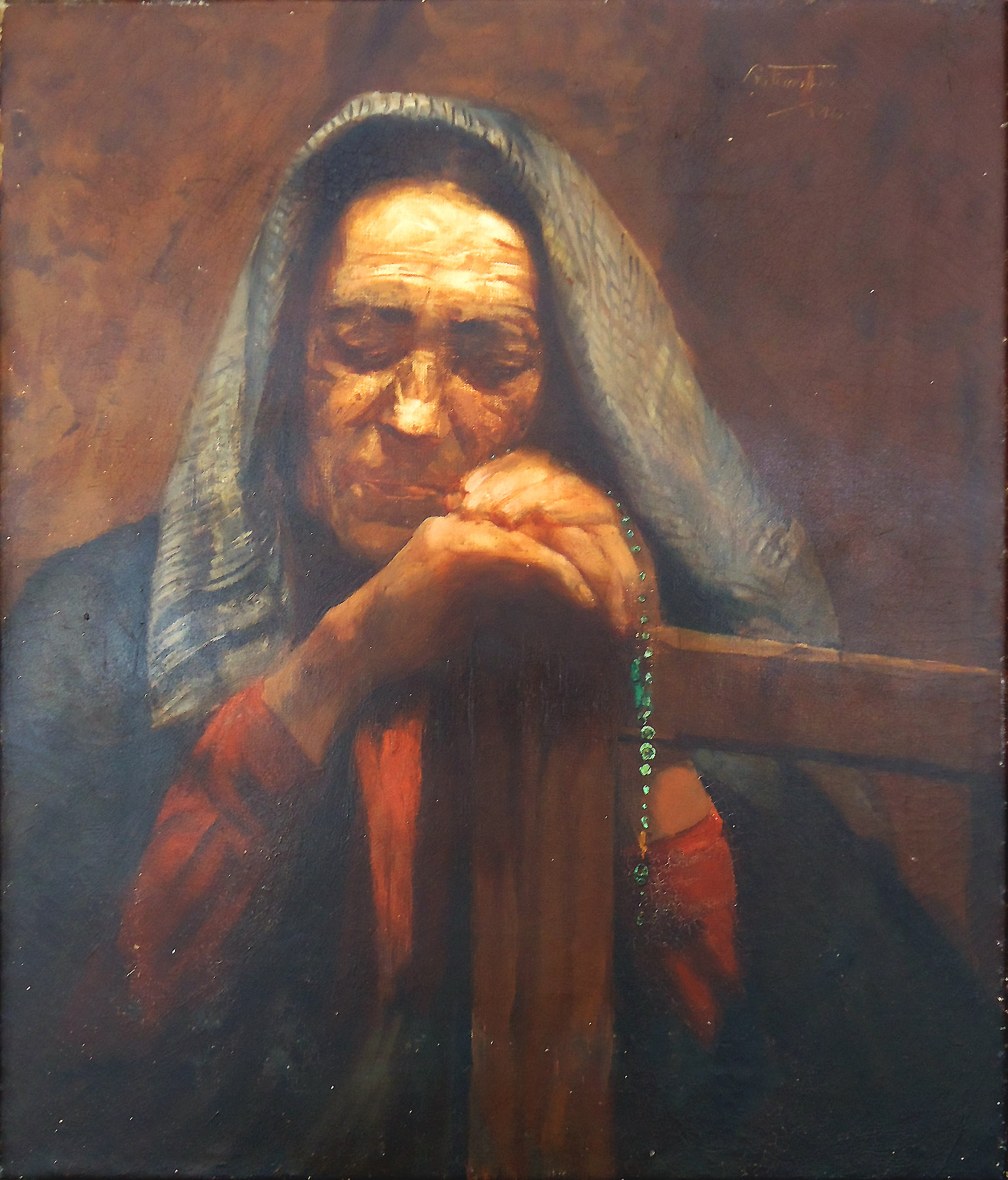
Arthur Timotheo da Costa, Rezando, 1905, 54,5 x 46,5 Photo Gedley Belchior Braga
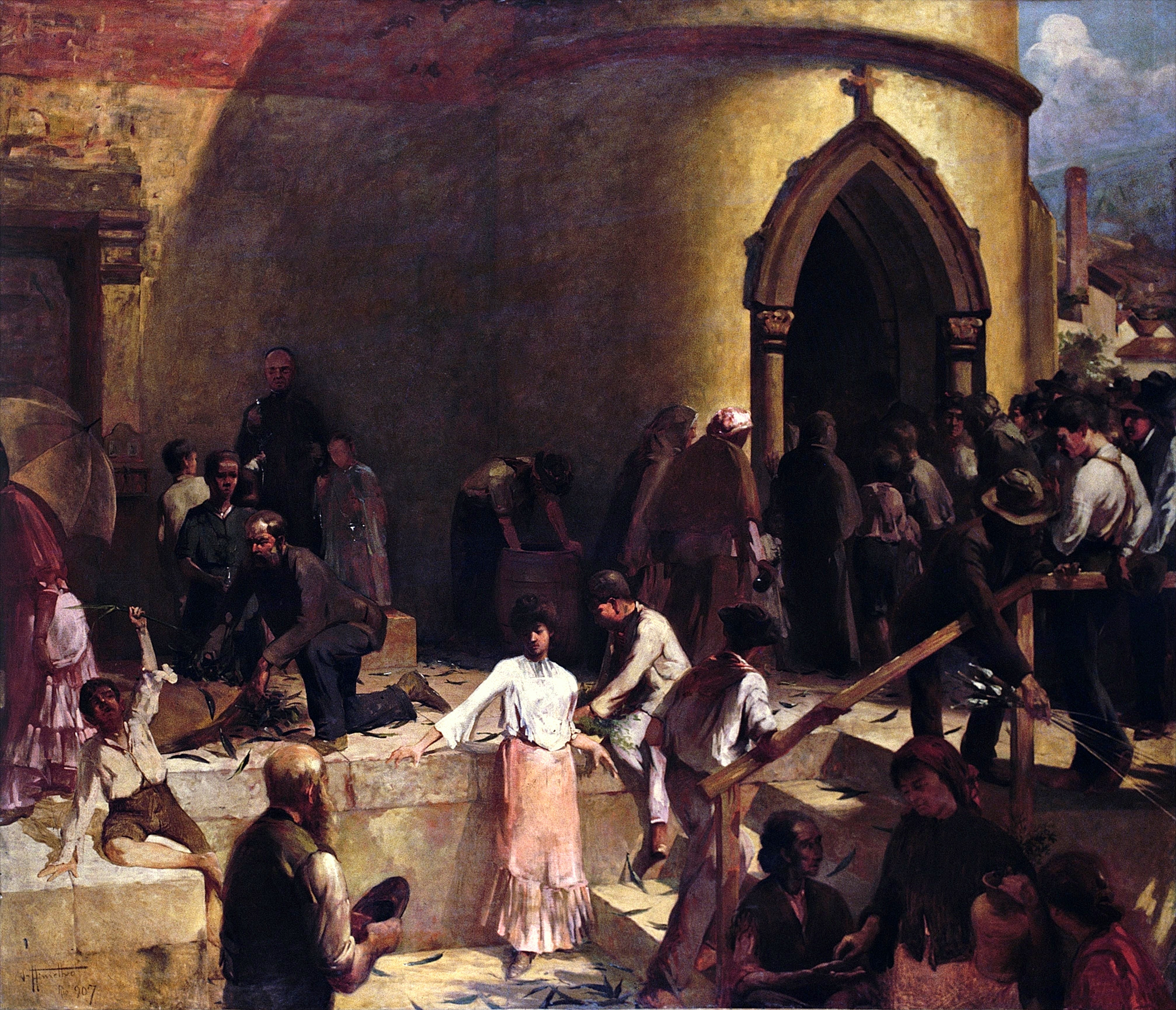
Timotheo-aleluia
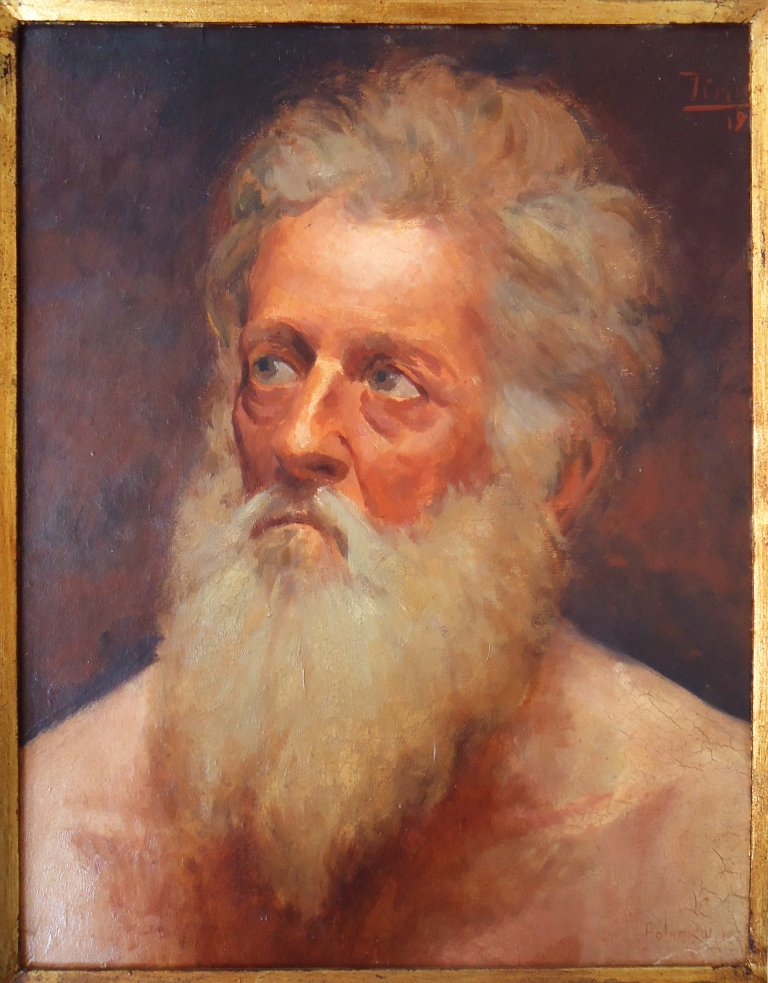
Arthur Timotheo, Portrait of an old man, oil on cardboard, 41,7 x 33 cm, 1906-1910 Photo Gedley Belchior Braga
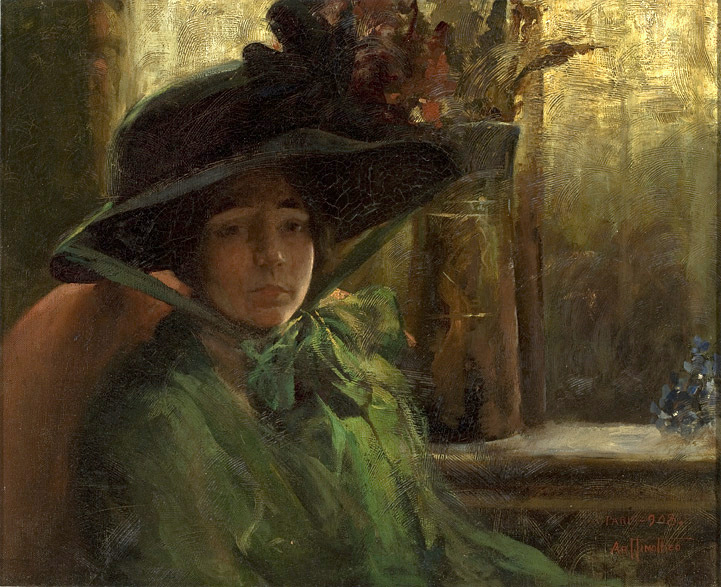
Artur Timótheo da Costa - A Dama de Verde, 1908
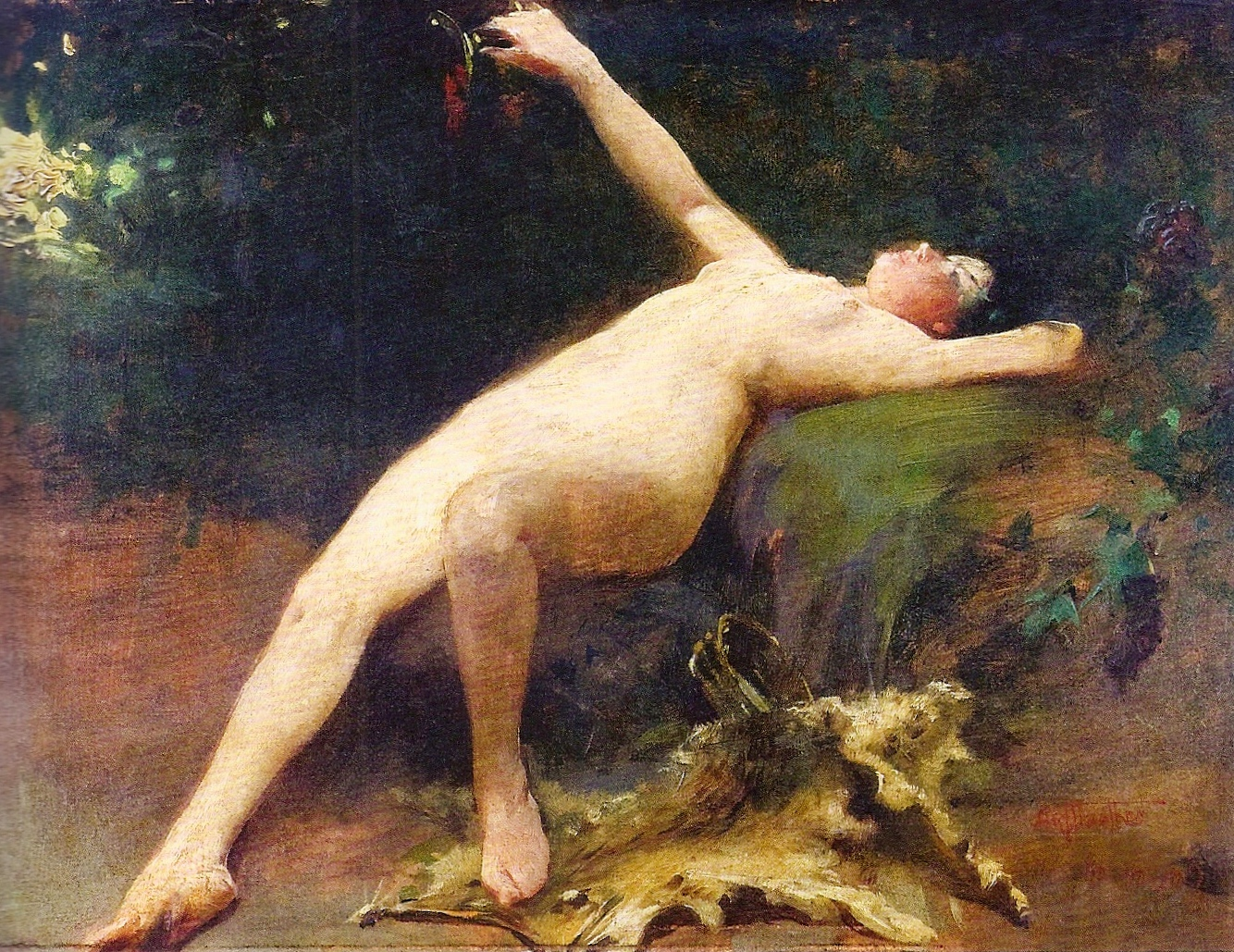
Artur Timóteo da Costa - Nu feminino, 1909
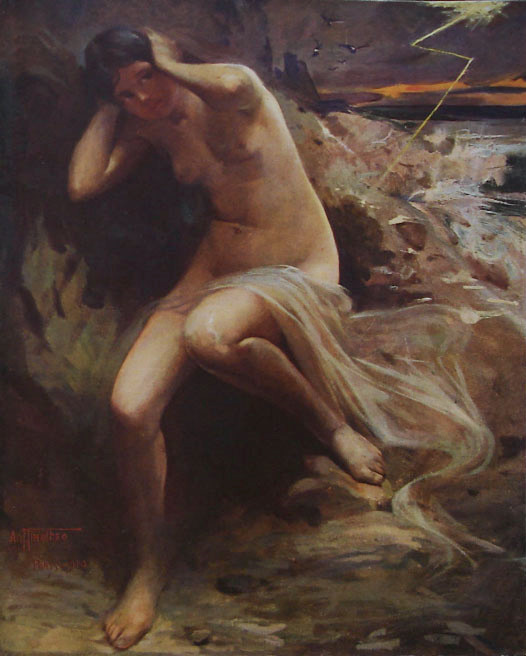
Artur Timóteo da Costa - Tempestade, 1910
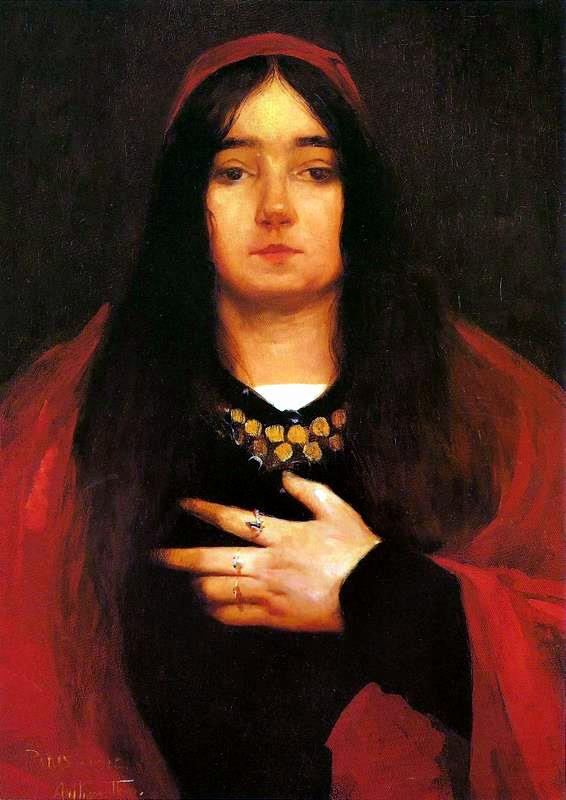
Artur Timóteo da Costa - Cigana, 1910
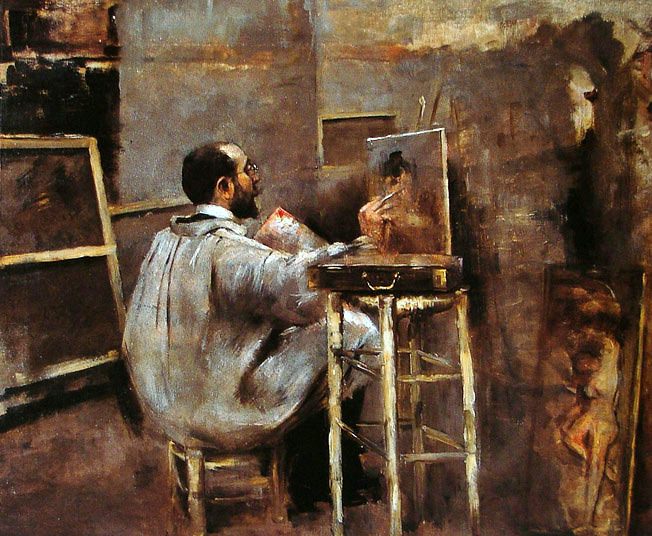
Artur Timóteo da Costa - Pintor no ateliê
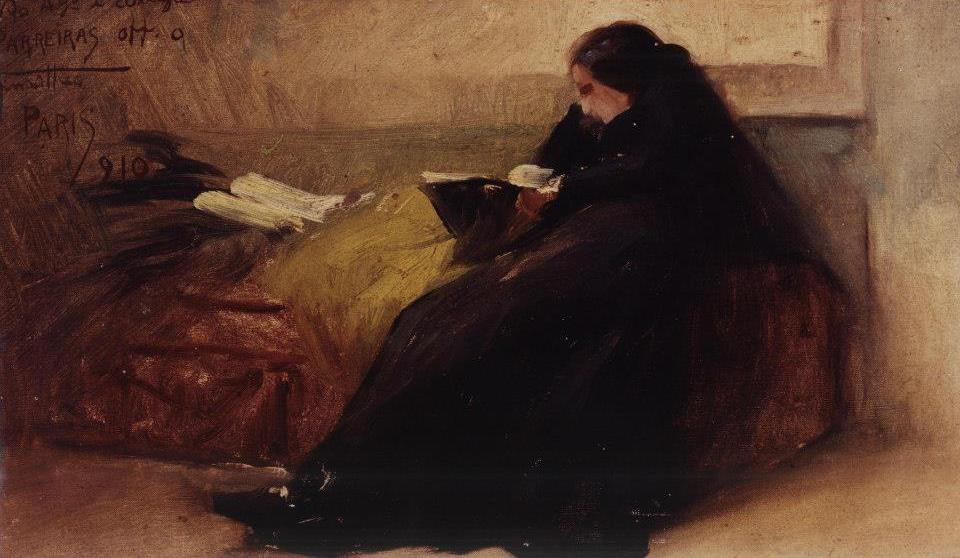
Arthur Timótheo da Costa - No atelier de Lucílio
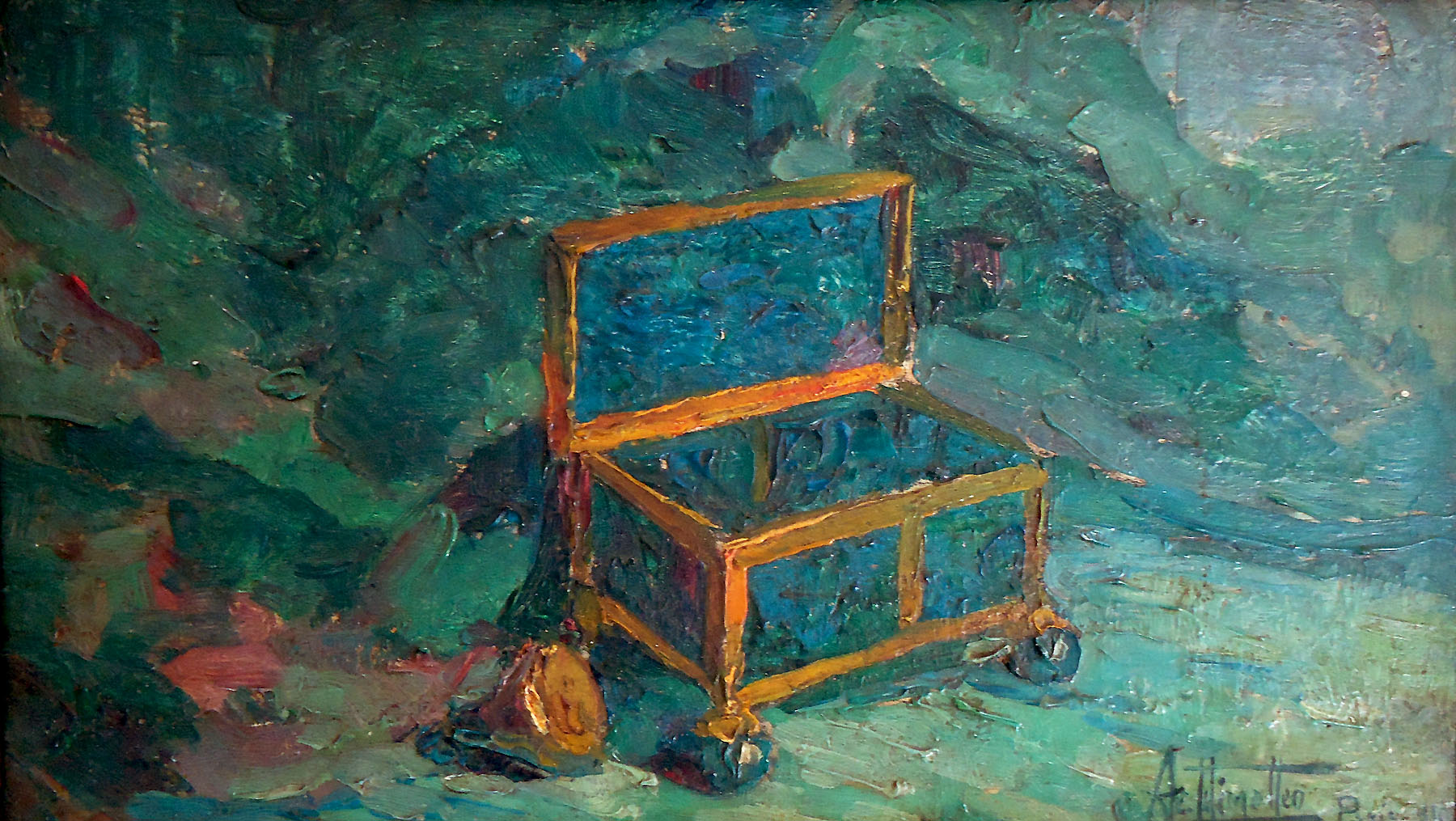
Arthur Timotheo da Costa, Blue box with golden ring, 15,7 x 23,9 cm, Photo Gedley Belchior Braga
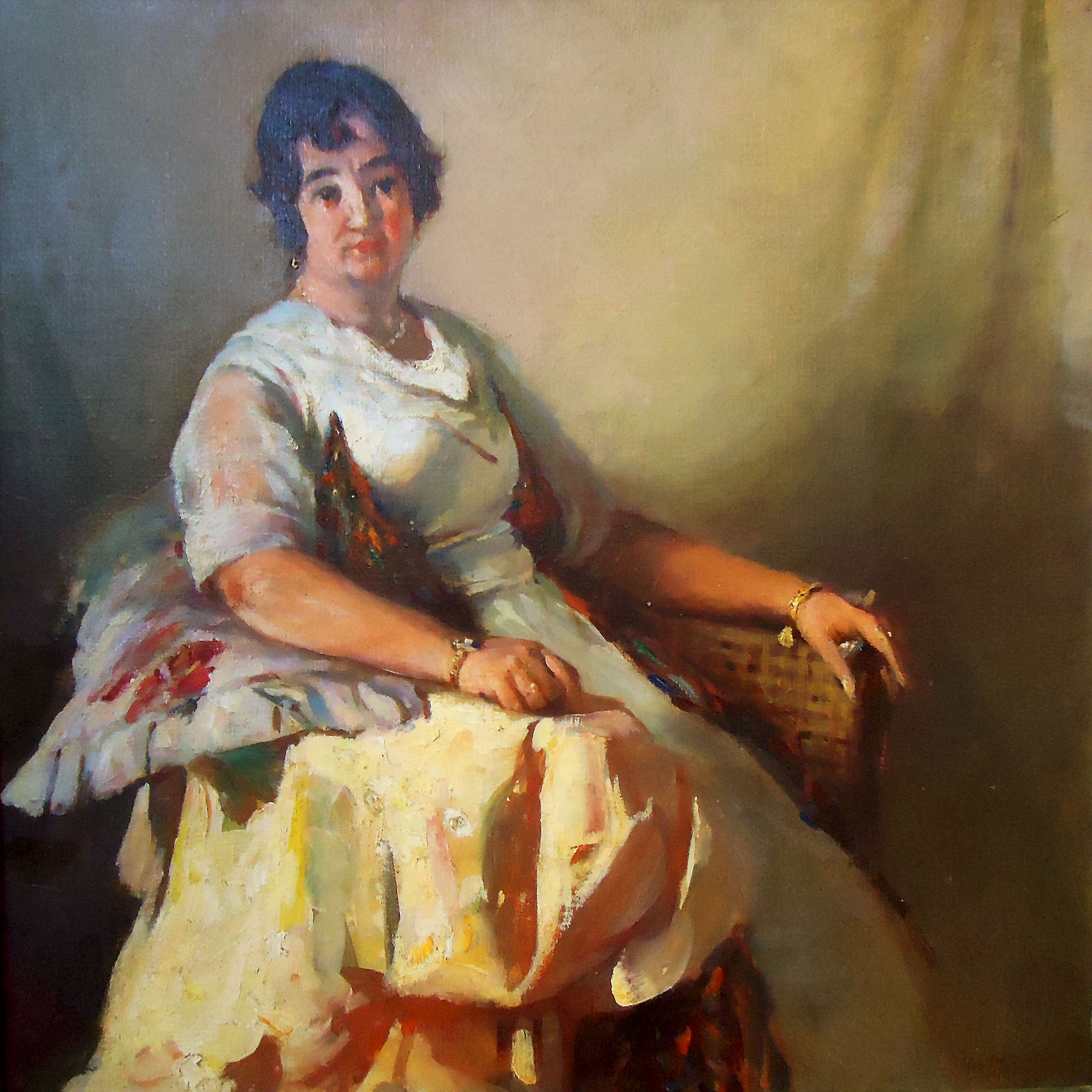
Arthur Timótheo da Costa, retrato de senhora, óleo sobre tela, 41 x 41 cm, Photo Gedley Belchior Braga
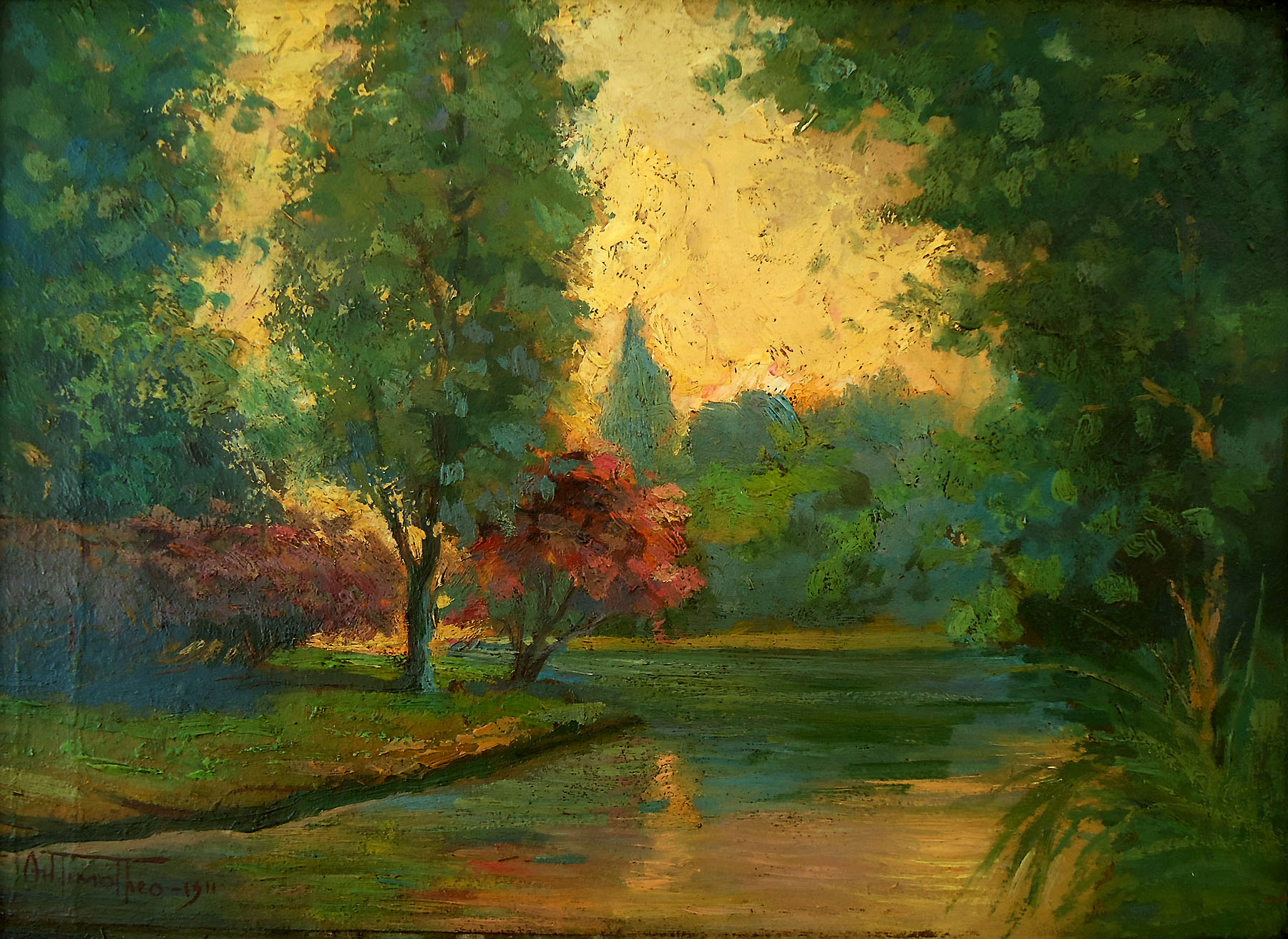
Arthur Timotheo da Costa (1882-1922), European landscape at sunset, 1911, oil on cardboard, 25,3 x 34,3cm, Photo Gedley Belchior Braga
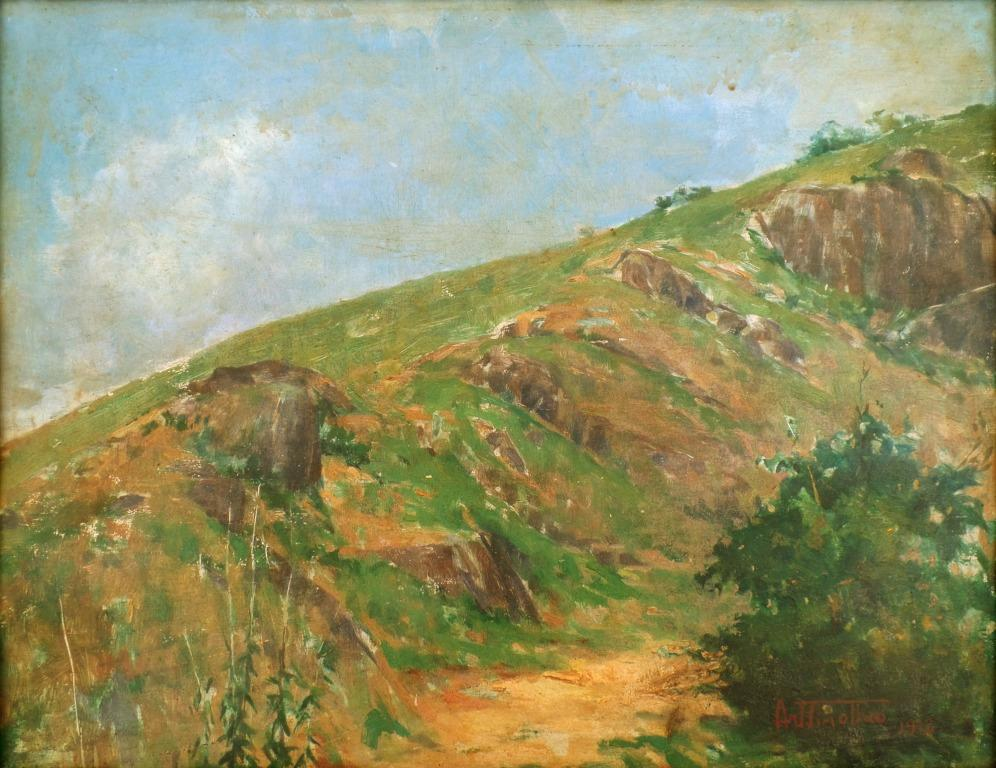
Arthur Timotheo da Costa (1882-1922), Morro com arbustos e rochedos, Rio de Janeiro, 1912, óleo sobre madeira, 33 x 43 cm, foto Gedley Belchior Braga
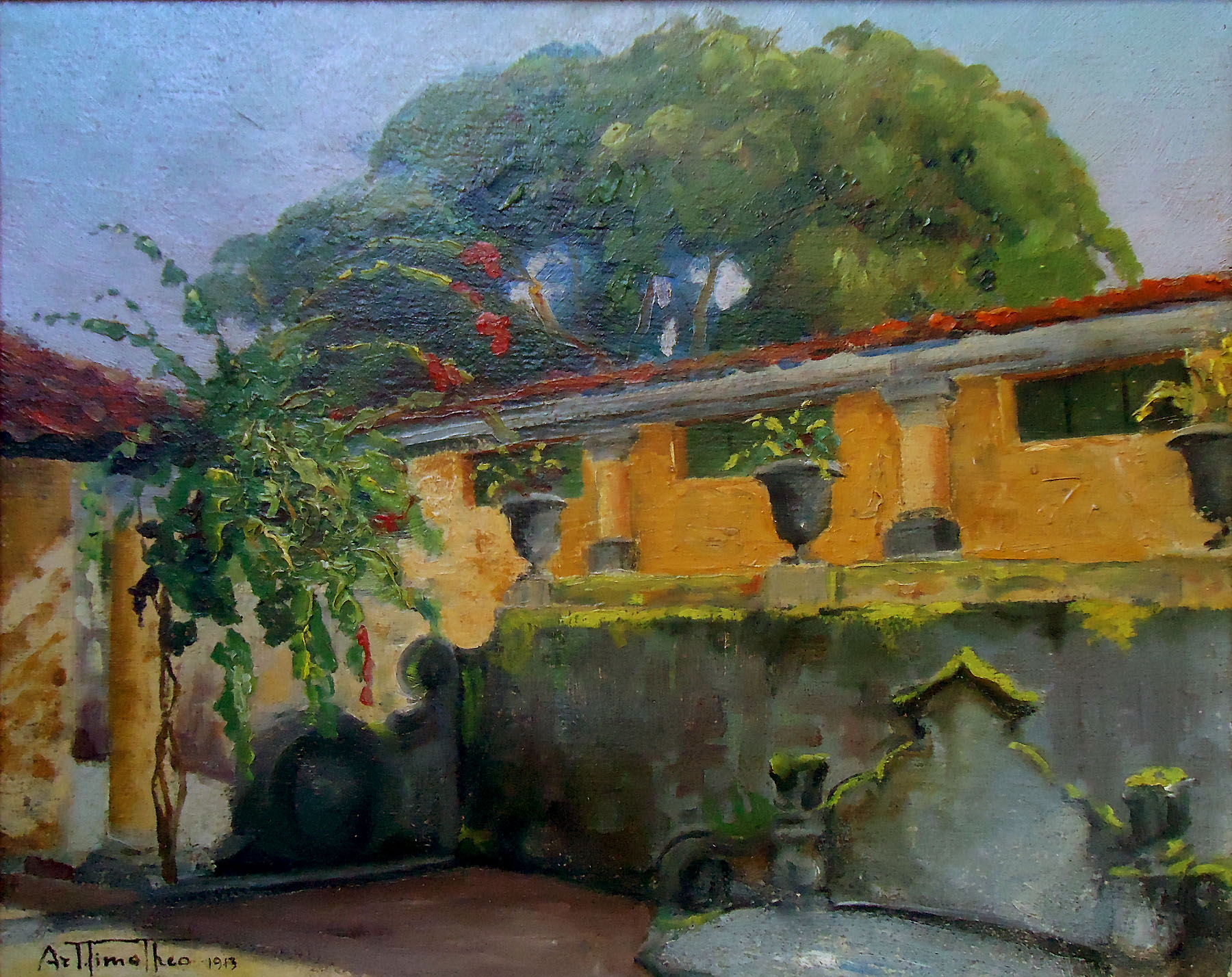
Arthur Timótheo da Costa, páteo com fonte, 1913, óleo sobre madeira, 33 x 40,8 cm, Photo Gedley Belchior Braga
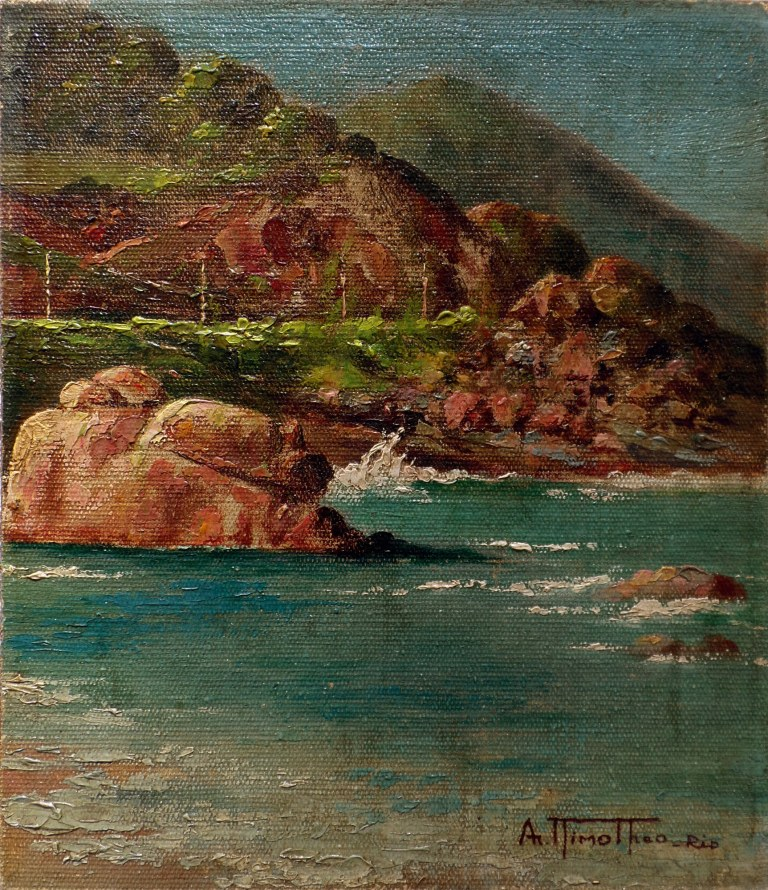
Arthur Timotheo da Costa (1882-1922), Marinha, Rio de Janeiro, óleo sobre tela colada em madeira, 21 x 18,3 cm, sem data (c.1913-17), foto Gedley Belchior Braga
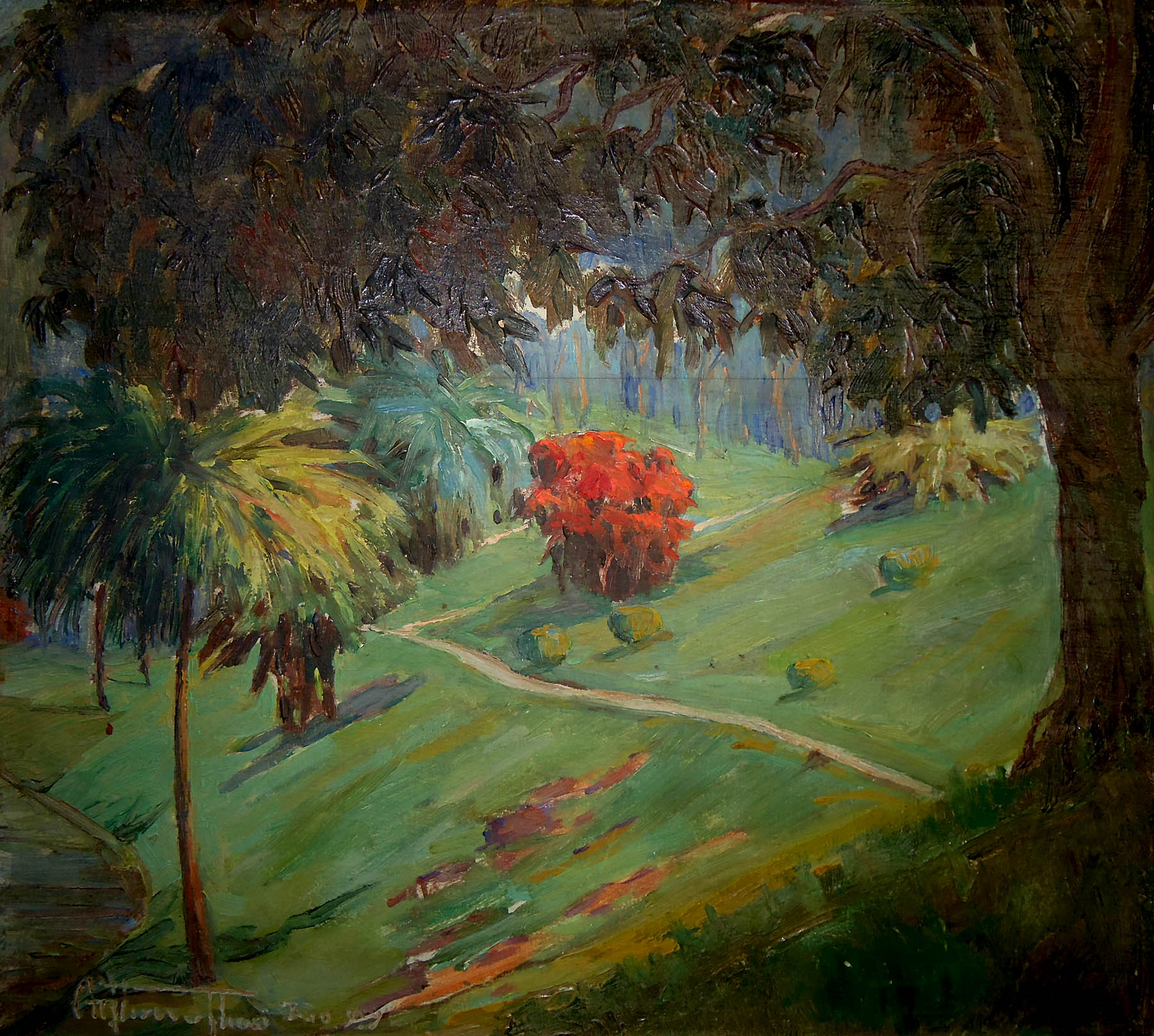
Arthur Timótheo da Costa, paisagem com arbusto vermelho, Rio de Janeiro, 1914, óleo sobre madeira, 28 x 30,9, Photo Gedley Belchior Braga
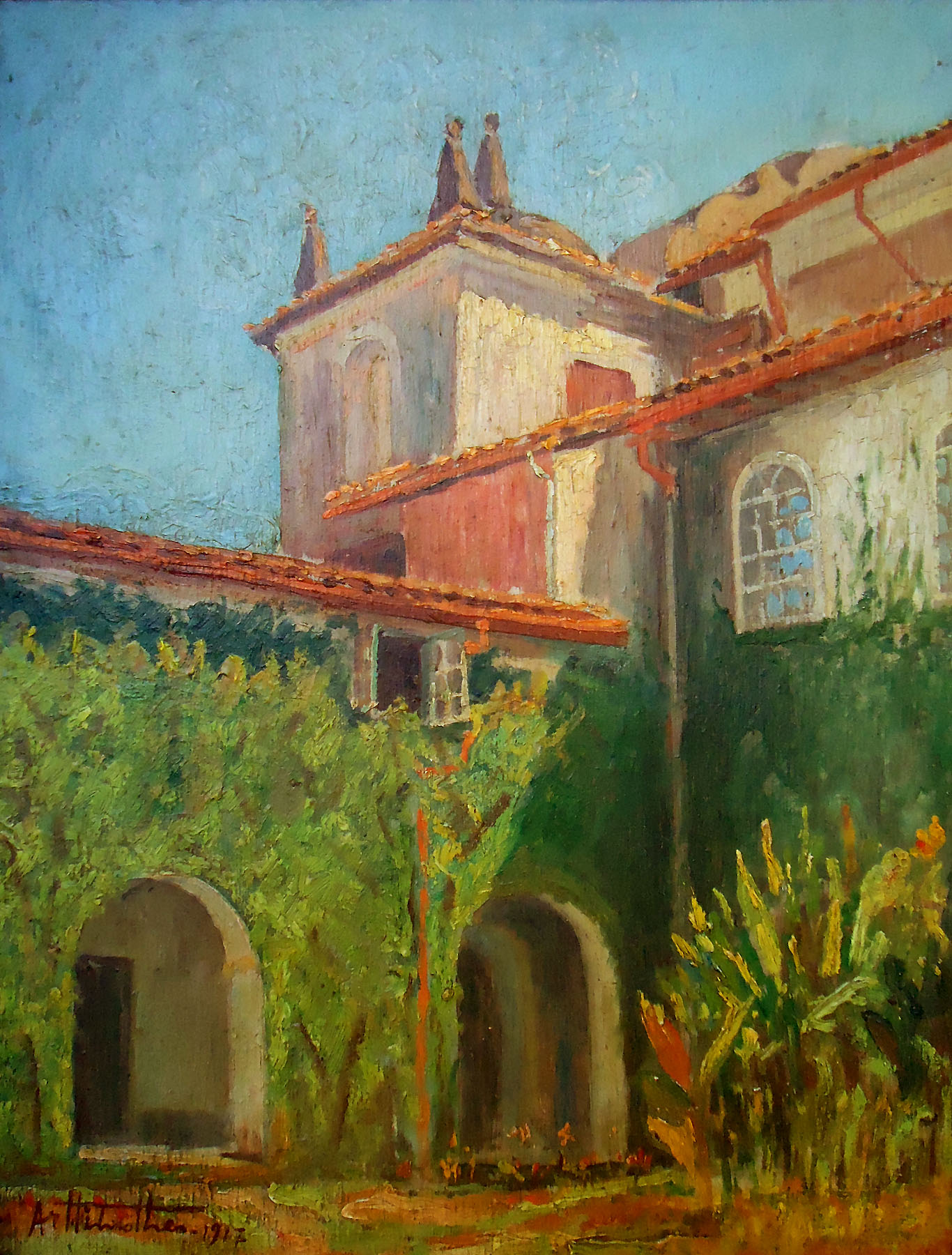
Arthur Timótheo da Costa, páteo interno de igreja, 1917, óleo sobre madeira, 41 x 31 cm, Photo Gedley Belchior Braga
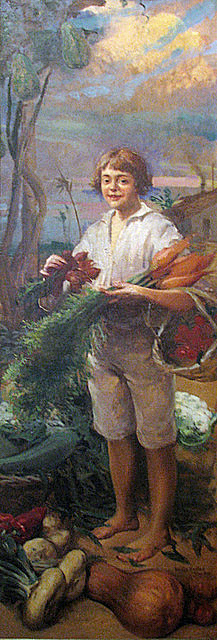
Artur Timóteo da Costa - Menino com legumes, 1917
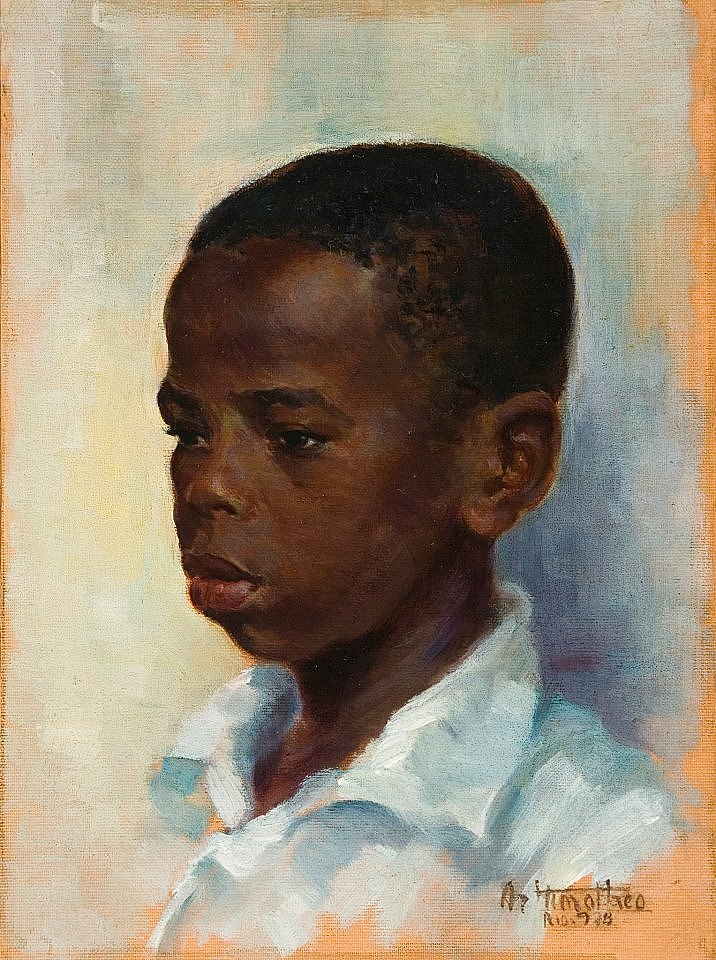
Artur Timóteo da Costa - Menino, 1918, osm
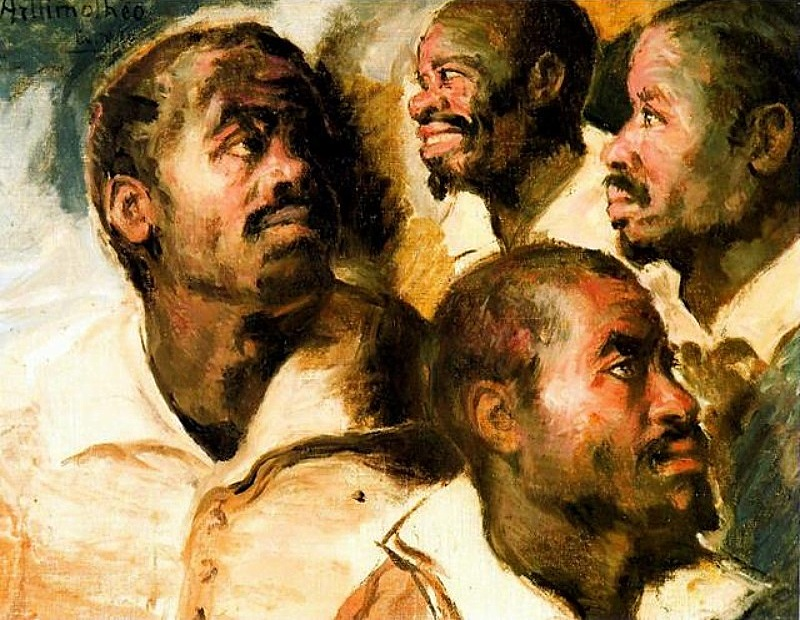
Artur Timóteo da Costa - Estudo de Cabeças
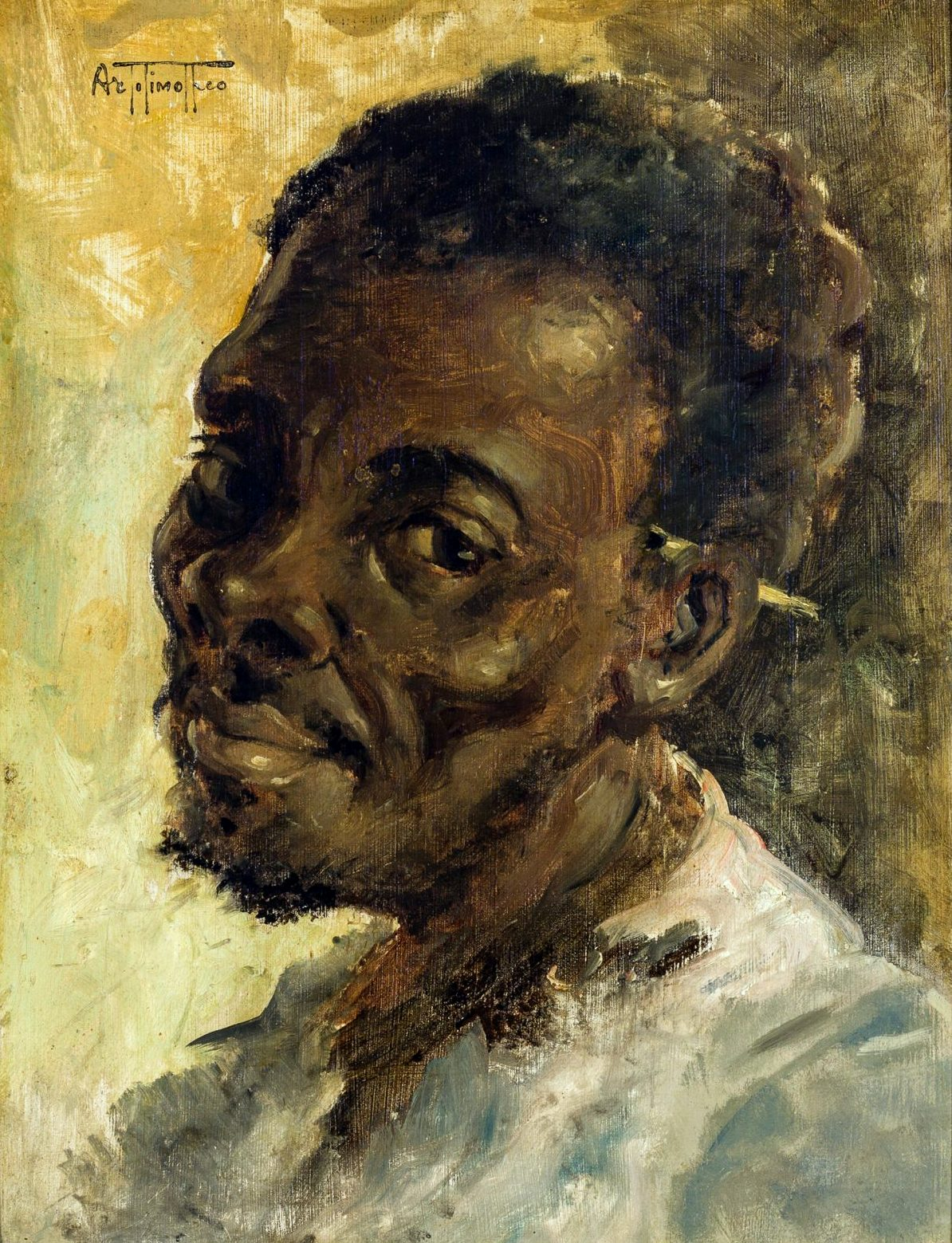
Arthur Timótheo da Costa - Retrato
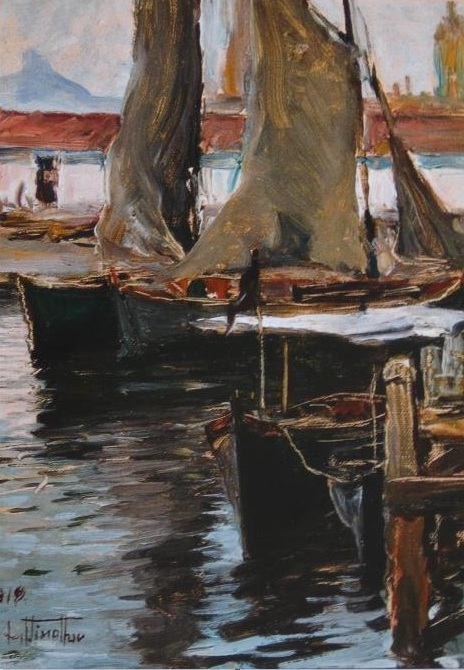
Arthur Timótheo da Costa - Marinha. 1919
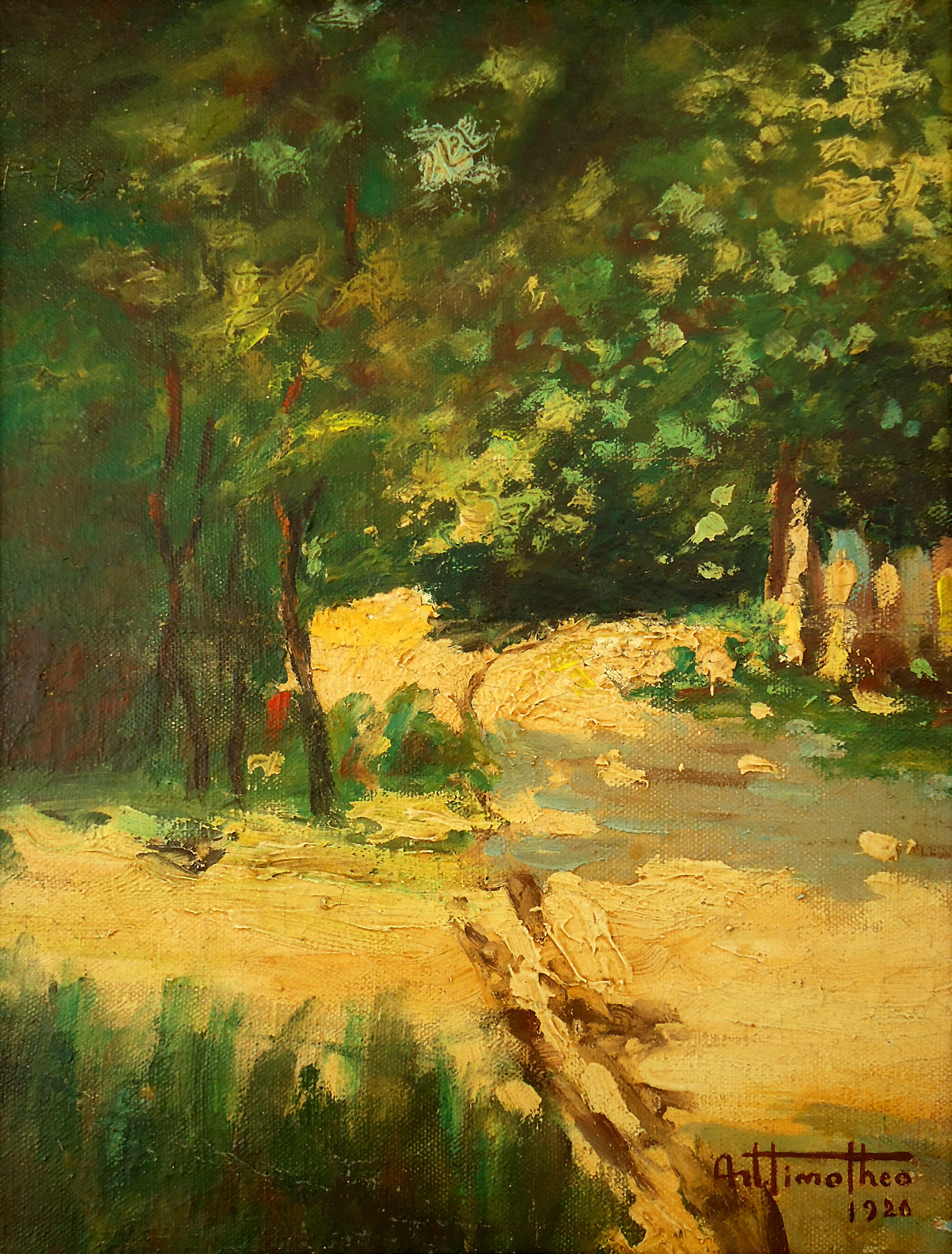
Arthur Timotheo da Costa, Landscape, 1920, 40,5 x 30,2cm, Photo Gedley Belchior Braga
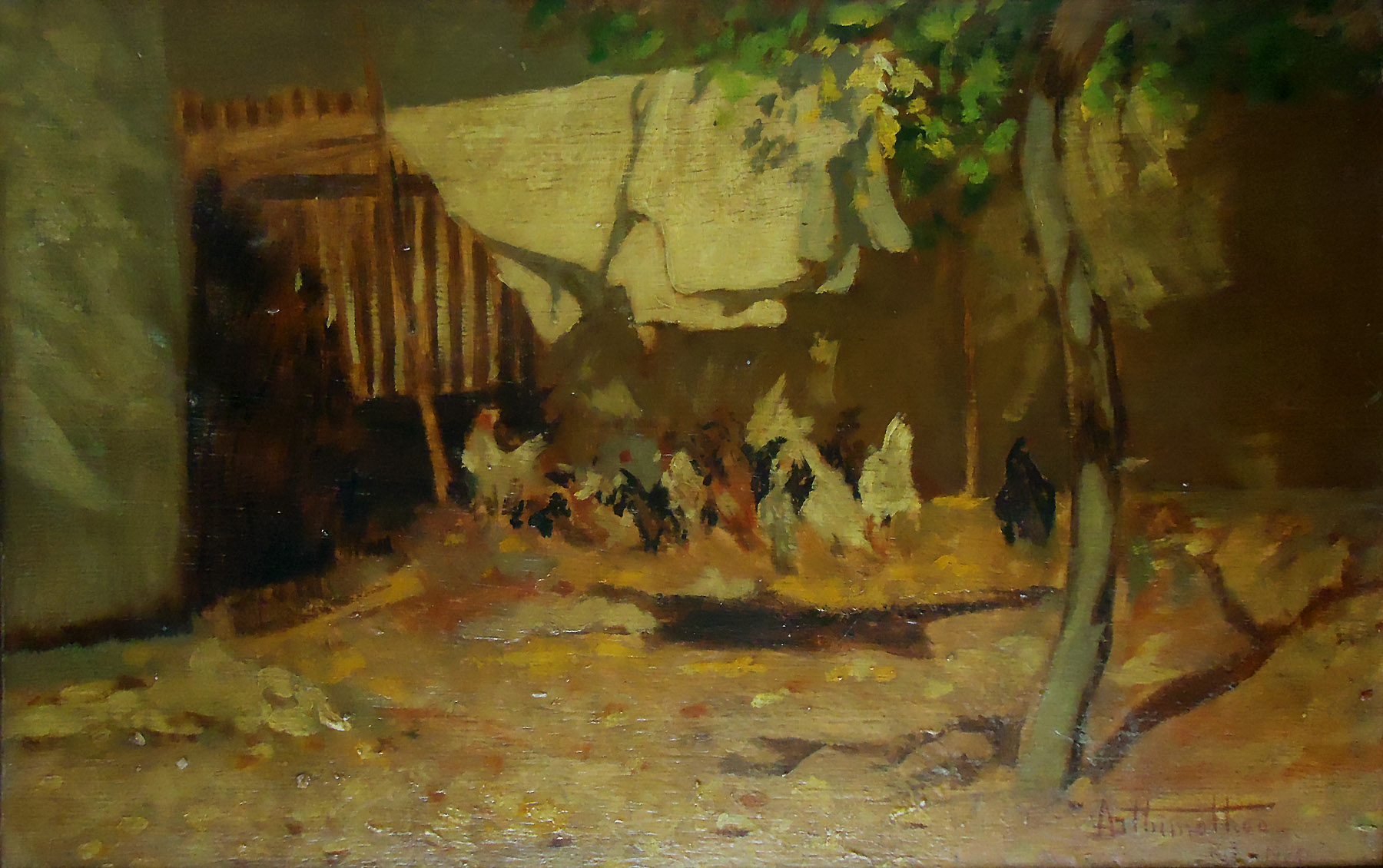
Arthur Timótheo da Costa, fundo de quintal com galinhas e roupa estendida no varal, óleo sobre madeira, Rio de Janeiro, 1921, 22 x 35 cm, Photo Gedley Belchior Braga
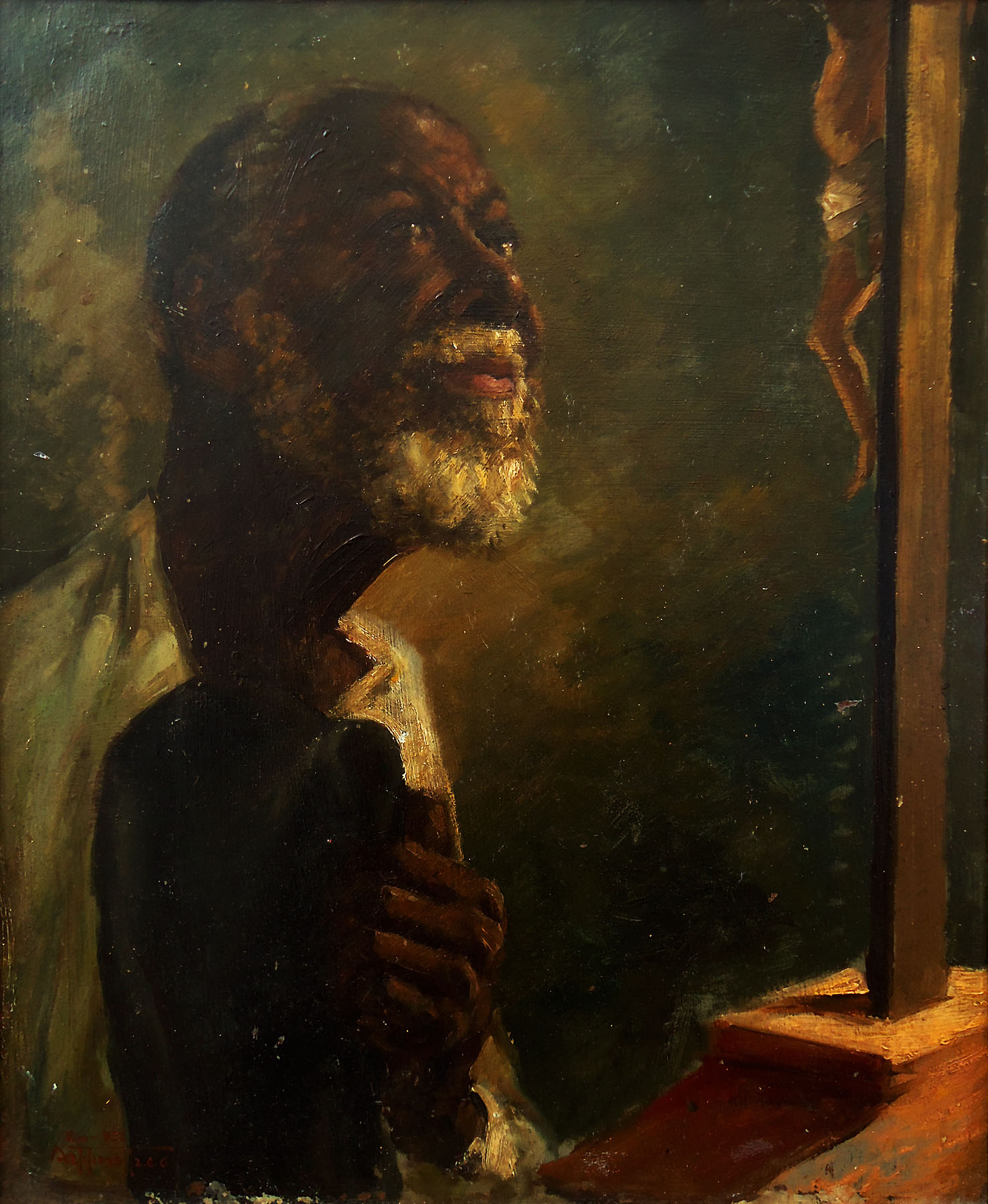
Arthur Timotheo da Costa (1882-1922), A Prece, 1922, óleo sobre madeira, 45,2 x 37 cm, Photo Gedley Belchior Braga
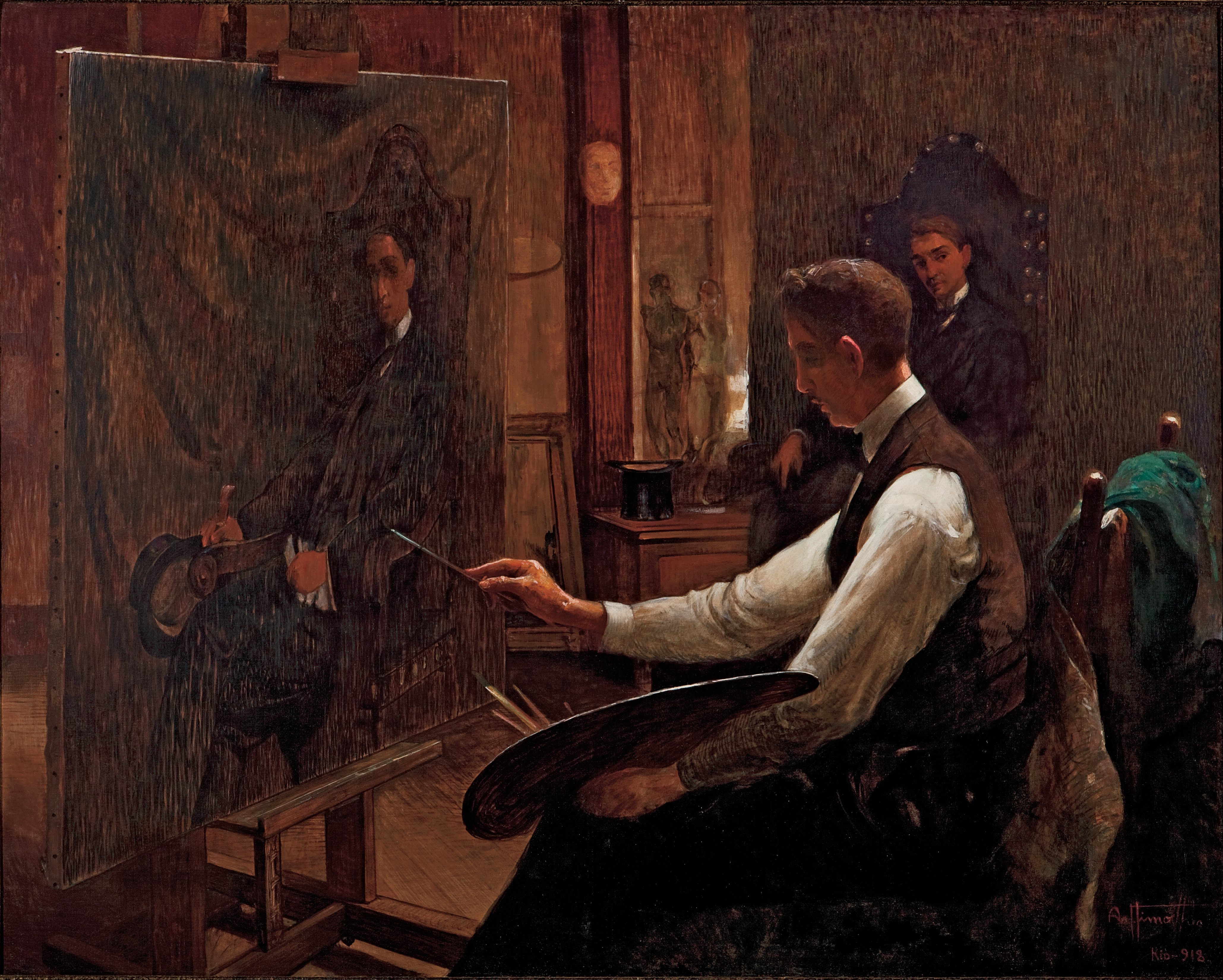
Arthur Timótheo da Costa - In the Studio - Google Art Project
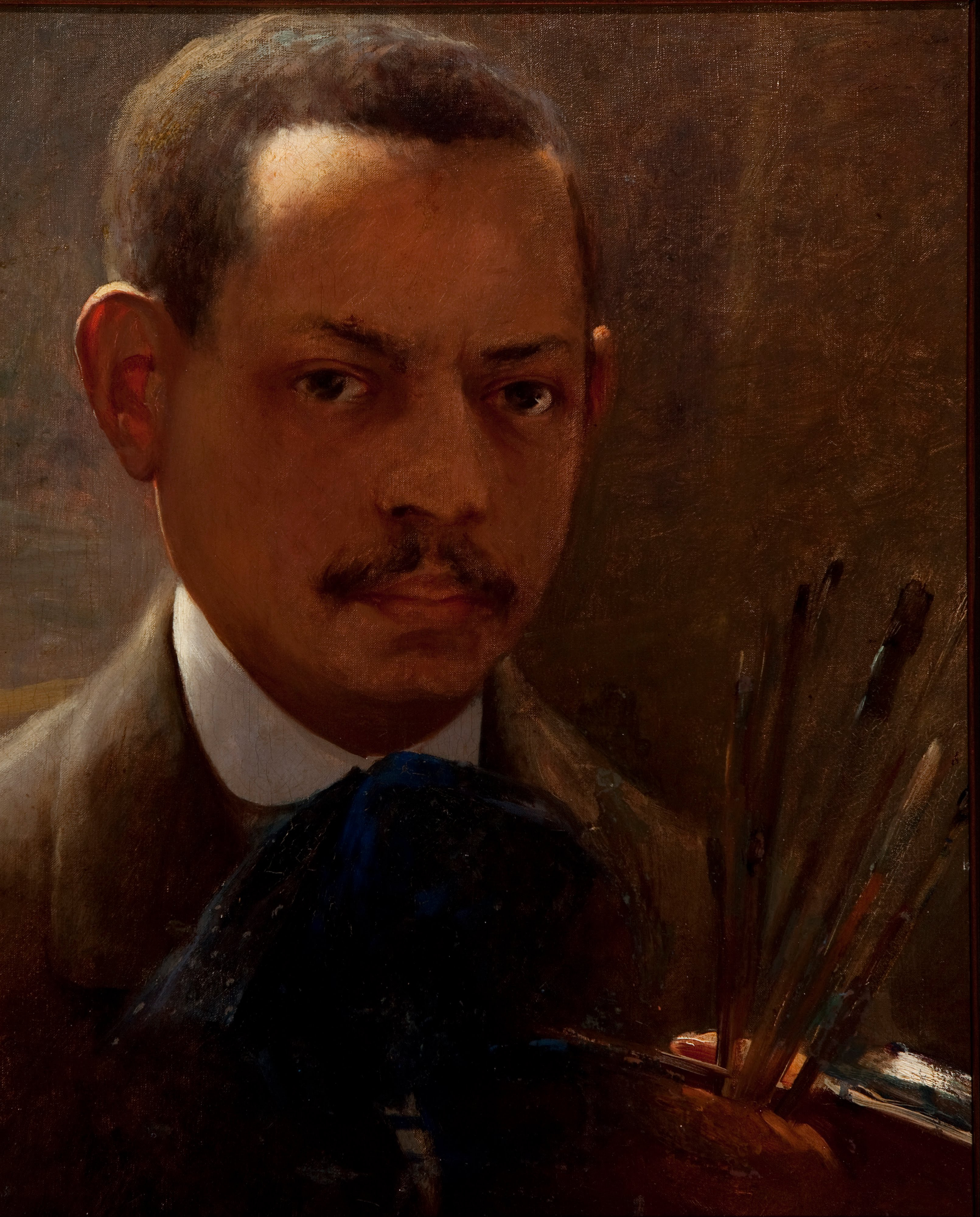
Arthur Timótheo da Costa - Self-Portrait - Google Art Project